# 八都镇 (龙泉市)
八都镇，是中华人民共和国浙江省丽水市龙泉市下辖的一个乡镇级行政单位。

## 行政区划
八都镇下辖以下地区：
第一村、第二村、第三村、第四村、新村、章府会村、大坦村、供际村、樟溪村、溪坪村、野窖村、小窖村、东音村、松际村、枫锦村、白水村、白角村、松渠村、青山村、王淤村、署网村、龙竹村、吴公村、安田村、双溪口村、高大门村、石川村、高升村和际下村。